# Tristão da Cunha

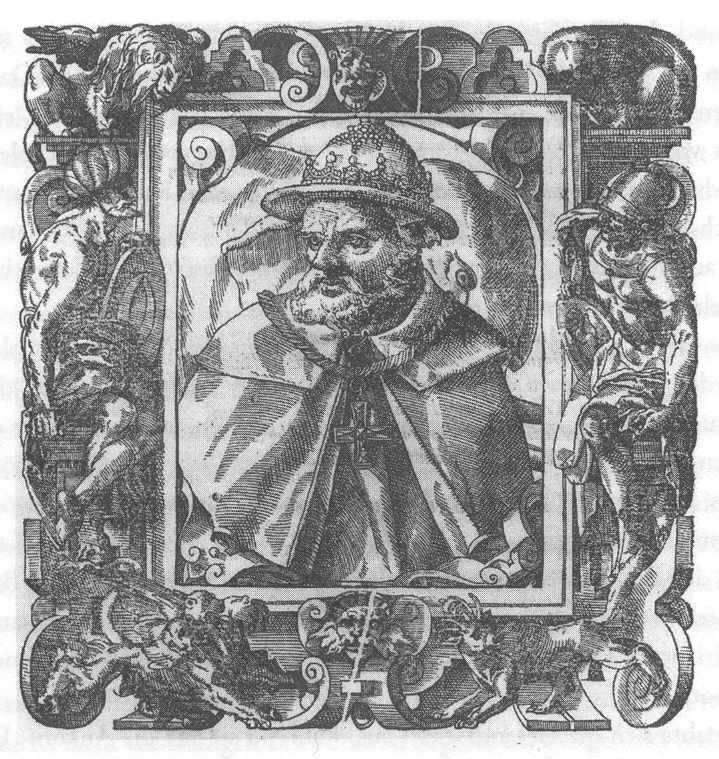
Tristão da Cunha.

Tristão da Cunha (även Tristão d'Acunha), född kring 1460 i Portugal, död kring 1540, var en portugisisk sjöfarare och upptäcktsresande som betraktas som upptäckaren av Tristan da Cunhaöarna i södra Atlanten. Han blev 1504 även utsedd till Portugisiska Indiens förste vicekung, dock utan att kunna tillträda posten.

## Cunhas tidiga liv
Väldigt lite är känd av tidiga liv, han var dock son till Nuno da Cunha och dennes hustru Catarina de Albuquerque och därmed av adlig släkt. Cunha hade mönstrad på i den portugisiska flottan och gifte sig senare med Antónia Pais och paret fick fem barn.
Cunha hade 1504 utsetts av Manuel I av Portugal till att bli Estado da India (Portugisiska Indien) förste vicekung. Övergående blindhet gjorde att Cunha däremot inte kunde tillträda utan posten gick istället till Francisco de Almeida.
När hans kusin Afonso de Albuquerque 1504 återvände från sin framgångsrika första Indienresa beslöt kungen att utrusta en ny expedition och Cunha utsågs nu till överbefälhavaren över expeditionen.

## Expeditionen till Indien

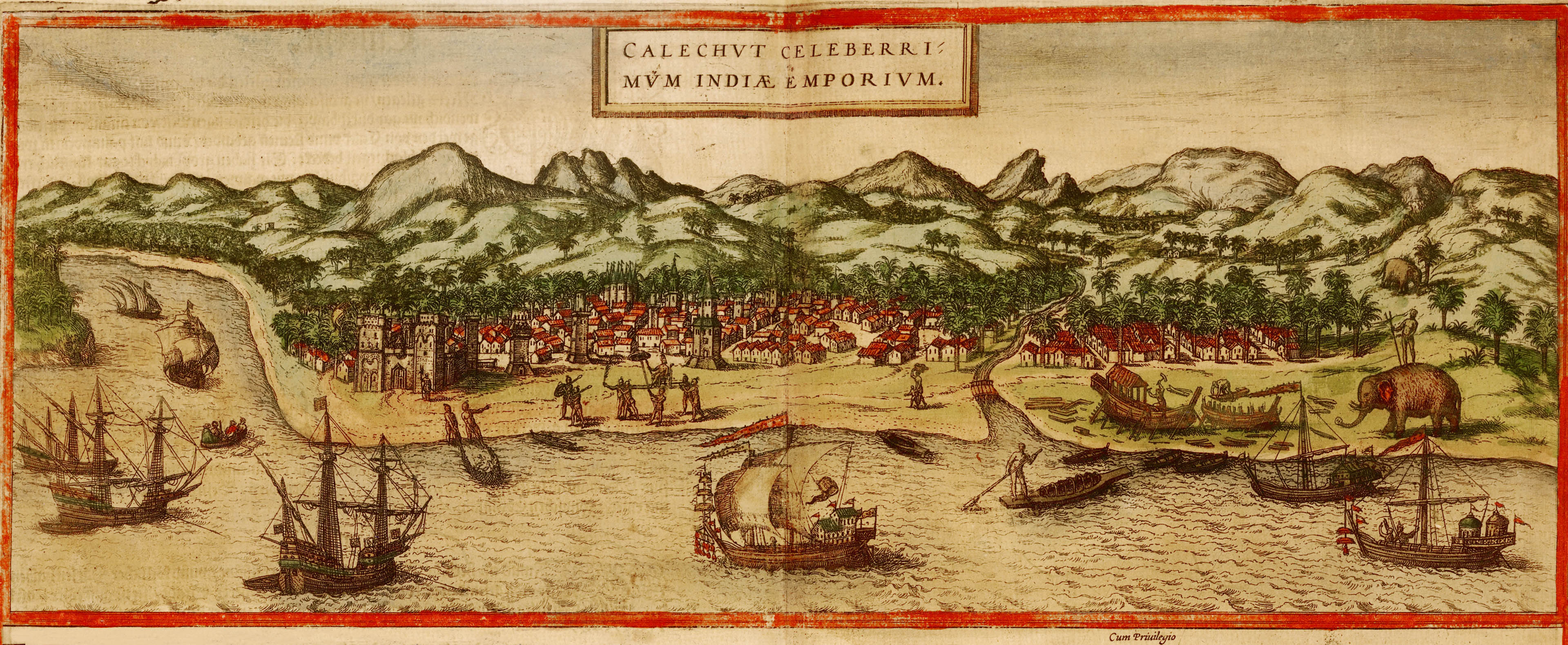
Kalikut kring 1572.

År 1506 lämnade en konvoj om cirka 16 fartyg Portugal med kurs mot Indien. Visserligen var Cunha överbefälhavare men Albuquerque förde själv befäl över en skvadron om 5 fartyg och även João da Nova medföljde på resan.
På väg söderut upptäckte Cunha i maj 1506 Tristan da Cunhaöarna och han döpte huvudön efter sig själv till Ilha de Tristão da Cunha. Resan fortsatte förbi Godahoppsudden norrut mot Moçambique och Madagaskar och vidare norrut längs Afrikas östkust där man hela tiden utförde attacker mot arabiska kolonier, bland annat kring Hoja och Baraawe i sydöstra Somalia. Slutligen lyckades man 1507 att även erövra Suqutra (Sokotraöarna) i södra Jemen.
Här lämnade Albuquerque och Nova konvojen för att segla vidare norrut mot Ormus i Hormuzsundet medan Cunha fortsatte direkt söderut mot Kochi Cochin på Malabarkusten i Indien. Hans ankomst förstärkte vicekungen Almeidas trängda militära läge och Cunha deltog i flera strider, bland annat i slaget om Kannur (Cannanore) och slaget om Kalikut (Calicut) . Därefter återvände Cunha till Portugal dit han anlände 1508.

## Cunhas senare liv
1513 utnämndes Cunha till ambassadör vid Santa Sé (den Heliga stolen) under dåvarande påven Leo X. Vid installationen presenterade Cunha en rad vilda djur (bland annat en elefant), ädelstenar och andra rikedomar från Indien.
Därefter finns ingen ytterligare dokumentation om Cunha. Han dog kring 1540 och hans grav ligger i kyrkan N. Sra. da Encarnação i byn Olhalvo, i Lissabondistriktet Alenquer.

## Eftermäle
Namnet Tristão da Cunha transkriberades senare till Tristan da Cunha vilket är ögruppens namn än idag.
Cunhas son Nuno da Cunha blev 1529 Portugisiska Indiens nionde guvernör.